# جاك كيلي (لاعب اتحاد الرغبي)
جاك كيلي (بالإنجليزية: Jack Kelly)‏ هو لاعب اتحاد الرغبي نيوزيلندي، ولد في 7 ديسمبر 1926 في أشبورتون ‏ في نيوزيلندا، وتوفي في 29 أبريل 2002 في أوكلاند في نيوزيلندا.